# Polinom
În matematică, un polinom este o expresie construită dintr-una sau mai multe variabile și constante, folosind doar operații de adunare, scădere, înmulțire și ridicare la putere cu exponent întreg pozitiv. Un exemplu de polinom într-o singură variabilă este {\displaystyle x^{2}-4x+7\,}, iar un exemplu de polinom în trei variabile este {\displaystyle x^{3}+2xyz^{2}-yz+1}.

## Generalități
Polinoamele sunt construite din termeni numiți monoame, care sunt alcătuite dintr-o constantă (numită coeficient) înmulțită cu una sau mai multe variabile. Fiecare variabilă poate avea un exponent constant întreg pozitiv. Exponentul unei variabile dintr-un monom este egal cu gradul acelei variabile în acel monom. Pentru că {\displaystyle x=x^{1}}, gradul unei variabile fără exponent este unu. Un monom fără variabile se numește monom constant, sau doar constantă. Gradul unui termen constant este 0. Coeficientul unui monom poate fi orice număr, inclusiv fracții, numere iraționale sau negative. Un polinom construit cu o singură variabilă se numește univariat.
De exemplu,
{\displaystyle -5x^{2}y\,}
este un monom. Are coeficientul -5, variabilele sunt x și y, gradul lui x este doi, iar gradul lui y este unu.
Gradul întregului monom este suma gradelor tuturor variabilelor din el. În exemplul de mai sus, gradul este 2 + 1 = 3.
Un polinom este o sumă de unul sau mai multe monoame. De exemplu, următoarea expresie este un polinom:
{\displaystyle 3x^{2}-5x+4\,.}
El constă din trei monoame: primul are gradul doi, al doilea are gradul unu, iar al treilea are gradul zero.
Când un polinom este dispus în ordinea naturală, el are termenii de grad mai mare înaintea celor de grad mai mic. În primul termen, coeficientul este 3, variabila este x, iar exponentul este doi. În al doilea termen, coeficientul este -5. Al treilea termen este o constantă. Gradul unui polinom este cel mai mare grad al unui termen al său. În acest exemplu, polinomul are gradul doi.
Un polinom de gradul unu este numit liniar, unul de gradul doi este pătratic, iar unul de gradul trei este un polinom cubic. Mai rar, polinoamele de gradul patru se numesc cuartice iar cele de grad cinci quintice.
Un polinom cu un singur termen este numit monom, unul cu doi termeni binom, iar unul cu trei termeni trinom.
Un polinom care are coeficientul 1 pentru termenul de grad maxim se numește monic.
O expresie algebrică ce poate fi adusă la o formă polinomială prin aplicarea secvențială a unor operații comutative, asociative, și distributive este în general considerată tot un polinom.
De exemplu
{\displaystyle {\frac {x^{3}}{12}}}
este un polinom pentru că este echivalent cu {\displaystyle {\tfrac {1}{12}}x^{3}}. Coeficientul este {\displaystyle {\tfrac {1}{12}}}.
Dar împărțirea printr-o expresie ce conține o variabilă nu este permisă în polinoame. De exemplu,
{\displaystyle {1 \over x^{2}+1}\,}
nu este polinom.
La fel și expresia
{\displaystyle (5+y)^{x}\,}
nu este un polinom deoarece are o variabilă la exponent.
Deoarece scăderea poate fi tratată ca o adunare cu termenul opus, și deoarece ridicarea la o putere întreagă pozitivă și constantă poate fi tratată ca înmulțire repetată, polinoamele se pot construi din constante și variabile folosind doar două operații: adunarea și înmulțirea.
O funcție polinomială este o funcție definită ca evaluând un polinom. De exemplu, funcția f definită prin
{\displaystyle f(x)=x^{3}-x\,}
este o funcție polinomială. Funcțiile polinomiale sunt o clasă importantă de funcții derivabile.
O ecuație polinomială este o ecuație în care un polinom este considerat egal cu un alt polinom.
{\displaystyle 3x^{2}+4x-5=0\,}
este o ecuație polinomială.

## Proprietăți elementare ale polinoamelor
1. Suma a două polinoame este un polinom
2. Produsul a două polinoame este un polinom
3. Derivata unui polinom este un polinom
4. Primitiva unui polinom este un polinom

Polinoamele folosesc și la aproximarea altor funcții, cum ar fi sinus, cosinus, și exponențiala.
Toate polinoamele au o formă extinsă, în care proprietatea de distributivitate a fost folosită pentru a elimina toate parantezele. Toate polinoamele au și o formă factorizată în care polinomul este scris ca produs de polinoame liniare. De exemplu, polinomul
{\displaystyle x^{2}-2x-3}
este forma extinsă egală cu polinomul
{\displaystyle (x-3)(x+1)},
care este scris în forma factorizată. Constantele polinoamelor liniare (în exemplul de mai sus -3 și +1) pot fi în anumite cazuri imaginare.
Toate polinoamele de o variabilă sunt echivalente cu un polinom de forma
{\displaystyle a_{n}x^{n}+a_{n-1}x^{n-1}+\cdots +a_{2}x^{2}+a_{1}x+a_{0}}.
Această forma este considerată forma generală a polinoamelor de o singură variabilă.